# Alstonia guanxiensis
Alstonia guanxiensis là một loài thực vật có hoa trong họ La bố ma. Loài này được D.Fang & X.X.Chen mô tả khoa học đầu tiên năm 1980.